# Colibrí inca de Gould
El colibrí inca de Gould (Coeligena inca) és una espècie d'ocell de la família dels troquílids (Trochilidae) que habita la selva de muntanya als Andes.

## Taxonomia
S'han descrit dues subespècies que diversos autors inclouen a Coeligena helianthea:
- Coeligena inca inca (Gould, 1852) de Bolívia.
- Coeligena inca omissa (Zimmer, JT, 1948) del sud-est del Perú.